# Windsori
Dinastija Windsor, vladajuća dinastija u Ujedinjenom Kraljevstvu Velike Britanije i Sjeverne Irske i u svakom od kraljevstava koje čini krunske zemlje Commonwealtha. Ogranak je njemačke dinastije Sachsen-Coburg-Gotha koja je 1917. promijenila naziv u Windsor.

## Podrijetlo
Današnja britanska kraljevska obitelj vuče svoje podrijetlo od saske vladarske dinastije Wettin koja se u izvorima pojavljuje od 10. stoljeća. Godine 1485. dinastija se razdvojila na dvije grane; enerstinsku i albertinsku lozu. Ernestinska loza se dalje granala na niz obiteljskih ogranaka od kojih je najznačajniji, dinastija Sachsen-Coburg-Gotha koja je tijekom 19. stoljeća, osim u Njemačkoj, stekla vlast u više europskih zemalja (Belgija od 1931., Bugarska 1887. – 1946. i Velika Britanija od 1901.).

## Dolazak na britansko prijestolje
Velikom Britanijom je od 1714. vladala dinastija Hannover, ogranak dinastije Welf, čiji je posljednji britanski izdanak bila kraljica Viktorija (1837. – 1901.) koja se 1840. udala za kneza Alberta Sasko-Koburškog-Gotskog. Njihovi potomci bili su članovi nove britanske dinastije iz obitelji Sachsen-Coburg-Gotha koja je u Ujedinjenom Kraljevstvu bila poznata pod angliziranim imenom Saxe-Coburg-Gotha.
Zbog rastućeg anti-njemačkog raspoloženja u narodu tijekom Prvog svjetskog rata tadašnji britanski kralj Juraj V. je sazvao parlament na kojem je donesena odluka da se svim članovima dinastije oduzmu njemačke prinčevske i vojvodske titule. Zajedno s titulama, moralo je biti promijenjeno i njemačko ime kraljevske dinastije u ime koje zvuči više engleski. Stoga je, dana 17. srpnja 1917. godine, izdata kraljevska obavijest Jurja V., koja je promijenila ime dinastije Sachsen-Coburg-Gotha u Windsor. Svi potomci kraljice Viktorije u muškoj liniji tako su postali članovi dinastije Windsor, a njemačke titule rođaka kraljevske kuće - kneževa od Battenberga i vojvoda od Tecka preko noći su zamijenjene engleskim titulama markiza i grofova. Za novi naziv dinastije izabrano je ime Windsor zbog tradicionalne povezanosti engleskog plemstva i naroda s tim imenom, kojeg nose grad Windsor i popularni zamak Windsor.
Smrću kralja Đura VI. 1952. godine na prijesolje stupa kraljica Elizabeta II., koja se udala za princa Filipa iz danske i grčke dinastije Schleswig-Holstein-Sonderburg-Glücksburg. Njihovi potomci trebali su nositi očevo prezime Mountbatten, koje je uzeo po majci. Međutim, kraljica Elizabeta II. je, po stupanju na prijestolje, objavila kako želi da njena djeca budu članovi dinastije Windsor, što je u suprotnosti s patrijarhalnim običajem prema kojem su njena djeca trebala biti članovi dinastije njihovog oca. Također je 8. veljače 1960. godine objavila da će njeni potomci u muškoj liniji koji ne budu imali titulu nositi prezime Mountbatten-Windsor. Britanski monarh i članovi kraljevske obitelji zakonski nemaju prezime, ali u slučaju da trebaju prezime koriste Mountbatten-Windsor. Bilo koji budući monarh bi mogao promijeniti ime dinastije po želji.

## Vanjske poveznice
- Službene stranice dinastije Windsor (engl.)
- Genealoško stablo dinastije Windsor  Arhivirana inačica izvorne stranice od 6. srpnja 2010. (Wayback Machine) (engl.)
- Britannica Online - House of Windsor (engl.)